# IC 4654
IC 4654 је спирална галаксија у сазвјежђу Рајска птица која се налази на листи објеката дубоког неба у Индекс каталогу.
Деклинација објекта је - 74° 22' 52" а ректасцензија 17h 37m 7,9s. Привидна величина (магнитуда) објекта IC 4654 износи 13,1 а фотографска магнитуда 13,9. IC 4654 је још познат и под ознакама ESO 44-15, IRAS 17306-7420, PGC 60582.